# Johannes von Nepomuk Franz Xaver Gistel

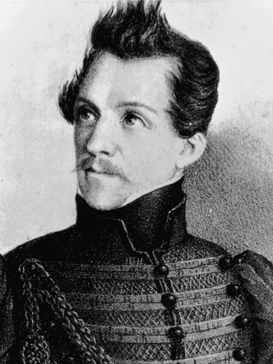
Johannes von Nepomuk Franz Xaver Gistel

Johannes von Nepomuk Franz Xaver Gistel [Gistl] (11 de agosto de 1809 - 9 de marzo de 1873) fue un  naturalista alemán. Vivió en Múnich. Parte de sus colecciones se conservan en el Zoologische Staatssammlung München. A principio de su carrera firmaba como Gistl, pero luego cambió su apellido a Gistel.
Fue autor, sobre todo, de obras de entomología, pero también realizó descripciones de especies de reptiles, anfibios y moluscos.

## Obras
Lista parcial de las obras de Gistel
- Gistl, J., 1831. Entomologische Fragmente. Isis, 3: 301-310.
- Gistl, J., 1832. Faunus. Zeitschrift für Zoologie und vergleichende Anatomie. München. Lindauer'sche Verlagsbuchhaudlung.[1]
- Gistel, J., 1834. Die Insecten-Doubletten aus der Sammlung des Grafen Rudolph von Jenison Walworth zu Regensburg, welche sowohl im Kauf als im Tausche abgegeben werden, Nro. Käfer, München, II + 35 pp.
- Gistel, J., 1836. Die jetzt lebenden Entomologen, Kerffreunde und kerfsammler Europa’s und der übrigen Continente.
- Gistel, J., 1839. Systema Insectorum, secundum classes, ordines, genera, species cum characteribus, synonymis, annotationibus, locis et iconibus. Tomus imus. Coleoptera. Monachii, Heft I, 1837: 16 + 64 pp. + 1 pl., Heft II, 1838: 65-113.
- Gistel, J. , 1846. Lexikon der entomologischen Welt, der carcinologischen und arachnologischen. Adressenbuch der lebenden Entomologen und Entomophilen etc.; der Carcinologen und Arachnologen sammt ihren Schriften, dann der Naturforscher-Akademien und deren Verhandlungen, der zoologischen Ephemeriden, Bibliographien, Biographien und Real-Wörterbücher, der öffentlichen und Privat-Sammlungen der Welt, der Schriften über Sammlungs- und Aufbewahrungsweise der Gliederthiere, mit doppelten Registern und einer Aufzählung aller entomologischen, carcinologischen und arachnologischen Schriftsteller von Aristoteles an bis zur Gegenwart. Stuttgart. Schweizerbart'sche Verlagshandlung, 328 pp.[2]
- Gistel, J., 1848. Naturgeschichte des Thierreichs für höhere Schulen. Stuttgart, 216 pp. + 32 pl.[3]
- Gistel, J. & Bomme, Tr., 1850. Handbuch der Naturgeschichte aller drei Reiche, fur Lehrer and Lernende, fur Schule und Haus. Stuttgart. Hoffmann'sche Berlags-Buchhandlung, 1037 pp.[4]

- Gistel, J., 1856. Die Mysterien der Europäischen Insectenwelt. Kempten. Druck und Verlag von Tobias Dannheimer, 532 pp.[5]
- Gistel, J., 1857. Vacuna oder die Geheimnisse aus der organischen und leblosen Welt. Ungedruckte Originalien-Sammlung von grösstentheils noch lebenden und verstorbenen gelehrten aus dem gebiete sämmtlicher Naturwischenschaften, der Medizin, Literaturgeschichte, des Forst- und Jagdwesens, der Oekonomie, Geschichte, Biographie und der freien schönen Künste, herausgeg. Straubing, Band I, 4+453 pp, Band II, 1031 pp.